# Прусс, Макс
Макс Прусс (нем. Max Pruss; 13 сентября 1891 года, Сгонн — 28 ноября 1960 года, Франкфурт-на-Майне) — немецкий воздухоплаватель, капитан дирижабля LZ 129 «Гинденбург» во время его последнего рейса.

## Ранние годы
Родился 13 сентября 1891 года в местечке Сгонн Восточной Пруссии (ныне село Згон, гмина Пецки, Варминьско-Мазурское воеводство Польской Республики). Младший из 12 детей: отец работал на заводе, мать заботилась о семье и хозяйстве. В 1898 году переехал в Билефельд с родителями и пятью братьями и сёстрами, учился в IV гражданской школе. После окончания школы ушёл в 1906 году служить на Кайзерлихмарине, во время Первой мировой войны нёс службу оператором руля высоты на дирижаблях LZ 11, LZ 30 и LZ 54. В межвоенные годы занялся коммерческими полётами, совершив 171 перелёт через Атлантику. В 1924 году был членом экипажа LZ 126, совершавшего перелёт в США под командованием Хуго Эккенера; в 1936 году участвовал в перелёте из Франкфурта в Лэйкхёрст и последующем рейсе в Бразилию. Был членом НСДАП с 1936 года.

## Катастрофа «Гинденбурга»
3 мая 1937 года Прусс впервые в жизни повёл дирижабль LZ 129 «Гинденбург», управляя его перелётом в Нью-Йорк. Приземление 6 мая в Лэйкхёрсте под Нью-Йорком проходило в дождливую погоду. Посадка обернулась трагедией — дирижабль внезапно вспыхнул в воздухе и сгорел дотла, рухнув на землю. Прусс приказал своему радисту Вилли Шпеку выбираться из дирижабля, а сам побежал на поиски выживших, пока его самого не вытащили из-под обломков. Прусс получил серьёзные ожоги и был доставлен в госпиталь Пола Кимбелла в Лэйквуде. Последствия ожогов были таковы, что его лицо осталось изуродованным до конца жизни. Реабилитация пострадавшего длилась несколько месяцев, а сам Прусс был не в состоянии свидетельствовать перед следственной комиссией. Тем не менее, ответственность с него сняли.
Во время следствия Прусс полагал, что причиной взрыва дирижабля стала заложенная бомба, и не брал на себя ответственность за крушение, не признавая возгорание водорода, спровоцированное статическим электричеством или попаданием молнии, в качестве основной причины катастрофы. Воздухоплаватель Хуго Эккенер, не отрицая другие возможные причины крушения, всё же раскритиковал решение Прусса садиться в плохую погоду: по его словам, из-за резких поворотов дирижабля при посадке произошёл разрыв резервуара с водородом, что привело к утечке водорода и его возгоранию благодаря искре. Прусс утверждал в свою защиту, что все его манёвры при посадке, равно как и крен в хвостовой части во время посадки на Лэйкхёрсте, всегда были нормой и не приводили ни к чему подобному прежде.

## После катастрофы
В октябре 1937 года Прусс вернулся в Германию и был назначен директором аэропорта во Франкфурте. Во время Второй мировой войны он выступал за модернизацию воздушного флота и дальнейшее развитие дирижаблей, что в 1940 году вылилось в громкие споры и даже ссору с Германом Герингом, однако рейхсмаршала Прусс так и не убедил в своей правоте. В послевоенные годы Прусс пытался собрать средства на строительство нового «Цеппелина» типа LZ 132, предлагая новый вариант оформления салона для пассажиров и пытаясь доказать преимущество дирижаблей над реактивными самолётами в плане комфорта, однако никто из инвесторов всерьёз не заинтересовался его проектом.
В течение 1950-х годов Прусс энергично, но безуспешно пытался поднять интерес к постройке новых дирижаблей-цеппелинов. План Прусса по возрождению пассажирских цеппелинов требовал не только огромных финансовых вложений в сами дирижабли — до 24 миллионов марок на судно, — но и больших вложений на реконструкцию ангара и действующих объектов, взорванных в 1940 году по приказу Германа Геринга, а также разрушенных во время войны. Прусс так и не смог вызвать достаточного интереса, чтобы воплотить свои планы в жизнь. Его мечта о еще одном «Гинденбурге», большом гелиевом корабле с дизельным двигателем, так и не осуществилась при его жизни.
С момента гибели «Гинденбурга» в 1937 году, в воздух поднимался лишь ещё один дирижабль — «Граф Цеппелин» (нем. «Graf Zeppelin»). Он стал последним дирижаблем LZ 130 и совершал разведывательные полёты по поручению рейхсминистерства авиации вдоль границ с Польшей, Нидерландами и Великобританией. В 1940 году по приказу Геринга дирижабль вместе со вторым экземпляром — LZ 127 «Франкфурт» был уничтожен.
До начала 1960-х годов около 300 небольших дирижаблей использовались ВМС США для сопровождения и наблюдения за конвоями кораблей. Несколько дирижаблей поднимались в воздух в рекламных целях. Работа инженеров над новыми видами дирижаблей типа «Цеппелин» началась в 1990-х годах. Компания Zeppelin-Luftschifftechnik GmbH (ZLT) возродила строительство дирижаблей под маркой «Цеппелины NT» (New Technology). Дирижабли серии NT являются крупнейшими активными дирижаблями и вновь пользуются популярностью у туристов. Опытный образец «Цеппелин NT» совершил свой первый рейс в 1997 году.
В 1960 году Прусс скончался от последствий пневмонии, вызванной операцией на желудке; его проект по «Цеппелинам» был возрождён спустя более 30 лет, когда в 1997 году в небо Фридрихсхафена поднялся дирижабль серии Zeppelin NT. Похоронен во Франкфурте на Южном кладбище в Майн-Заксенхаузене. Имя Макса Прусса носит улица в районе Франкфурт-Ребшток, где располагался в 1912—1936 годах франкфуртский аэродром. В 1938 году распоряжением рейхсмаршала Германа Геринга его имя было внесено в «Золотую книгу авиаторов».

## В культуре
Образ Макса Прусса появлялся во многих документальных и художественных фильмах, посвящённых катастрофе «Гинденбурга».
- В 1975 году в фильме «Гинденбург» его роль исполнил Чарльз Дёрнинг. Режиссёр позволил себе некоторые вольности: так, в фильме Прусс во время приземления игнорировал все советы Эрнста Леманна[англ.], который присутствовал на борту как наблюдатель[1].
- В документальном фильме «Гинденбург: Нерасказанная история[англ.]» (Channel 4) 2007 года роль сыграл Альберт Уэллинг[англ.]. Авторы фильма высказывали предположение, что Прусс боялся брать на себя ответственность за крушение, поэтому и утверждал о саботаже на борту дирижабля, а не об утечке водорода.
- В немецком документальном фильме[нем.] 2011 года, снятом RTL, роль капитана Прусса сыграл Юрген Шорнагель[нем.].
- Прусс не упоминается прямо, но показан в 1-й серии сериала «Вне времени».